# Enstabosjön
Enstabosjön är en sjö i Ovanåkers kommun i Hälsingland och ingår i Ljusnans huvudavrinningsområde. Sjön är 15 meter djup, har en yta på 1,08 kvadratkilometer och är belägen 139 meter över havet. Sjön avvattnas av vattendraget Ålakarsbäcken.

## Delavrinningsområde
Enstabosjön ingår i det delavrinningsområde (681463-150951) som SMHI kallar för Utloppet av Enstabosjön. Medelhöjden är 173 meter över havet och ytan är 16,78 kvadratkilometer. Det finns inga avrinningsområden uppströms utan avrinningsområdet är högsta punkten. Ålakarsbäcken som avvattnar avrinningsområdet har biflödesordning 4, vilket innebär att vattnet flödar genom totalt 4 vattendrag innan det når havet efter 79 kilometer. Avrinningsområdet består mestadels av skog (82 procent). Avrinningsområdet har 1,08 kvadratkilometer vattenytor vilket ger det en sjöprocent på 6,4 procent.